# Malwan
Malwan is een nagar panchayat (plaats) in het district Sindhudurg van de Indiase staat Maharashtra. 

## Demografie
Volgens de Indiase volkstelling van 2001 wonen er 18.675 mensen in Malwan, waarvan 51% mannelijk en 49% vrouwelijk is. De plaats heeft een alfabetiseringsgraad van 81%. 